# Colin à sourcils blancs
Dendrortyx leucophrys
Espèce
Statut de conservation UICN

 LC  : Préoccupation mineure
Le Colin à sourcils blancs (Dendrortyx leucophrys) est une espèce d'oiseau galliforme appartenant à la famille des Odontophoridae.

## Description
Cet oiseau mesure environ 33 cm de longueur. Il possède de longues pattes, une longue queue, un cou rayé et des iris pâles.

## Répartition
Cet oiseau se trouve au Costa Rica, à El Salvador, au Guatemala, au Honduras, au Mexique et au Nicaragua.

## Habitat
Son habitat naturel est les forêts humides de montagne tropicales et subtropicales entre 1 000 et 2 000 m.

## Liste des sous-espèces
Selon la classification de référence du Congrès ornithologique international (version 15.1, 2025) :
- Dendrortyx leucophrys leucophrys (Gould, 1844) — du sud du Mexique au Nicaragua ;
- Dendrortyx leucophrys hypospodius Salvin, 1896 — nord du Costa Rica.